# 皮特湖蜥蜴
皮特湖蜥蜴（英语：Pitt Lake Lizard）又名加拿大短吻鳄（Canadian Alligator）是一种据传出没于加拿大不列颠哥伦比亚的神秘生物，它通常被描述为6-12英尺的黑色短吻鳄或巨型有尾目动物。

## 历史
皮特湖蜥蜴的首次目击可追溯至1900年，乔治·古德罗（George Goudereau）在库特内湖看见一只长12英尺、类似鳄鱼的动物在湖边觅食。在此目击之后，皮特湖、奇利瓦克湖、卡特斯湖、尼蒂纳特湖与弗雷泽河都出现目击报告。
1915年，三名男性目击者查尔斯·弗拉德（Charles Flood）、格林·希克斯（Green Hicks）与唐纳德·麦克雷（Donald Macrae）在不列颠哥伦比亚一处小泥潭遇见一只黑色的、类似鳄鱼的小动物，他们尝试捕捉但并未成功。1973年，已婚夫妇沃伦（Warren ）与莎朗·斯科特（Sharon Scott ）在皮特湖目击多只大型爬行动物在湖中游动，其中三只体型较小的个体靠近岸边。沃伦将三只神秘动物捕获并将其中一只送往西蒙弗雷泽大学进行研究，但目前所有标本皆失去行踪。
2002年，皮特湖旅馆老板丹·吉拉克（Dan Gerak）两次在皮特湖遇见疑似巨型蝾螈的动物，丹·吉拉克被认为是一个具有丰富野生动物观察经验且正直的人，大脚怪研究者肯·克里斯蒂安（Ken Kristian）与神秘动物学家约翰·柯克（John Kirk）认为此目击是十分具有价值的。

## 理论
不列颠哥伦比亚野生动物保护协会前主任巴里·奥尔登（Barrie Alden）认为皮特湖蜥蜴是鳄鱼，动物收容所管理员保罗斯洛伐特（Paul Springate）则认为皮特湖蜥蜴只是河狸。加拿大神秘动物学组织不列颠哥伦比亚科学研究神秘动物学俱乐部（British Columbia Scientific Cryptozoology Club，缩写：B.C.S.C.C.）创始人约翰·柯克（John Kirk）认为皮特湖蜥蜴是一种巨型蝾螈。

## 另请参见
- 特里尼蒂阿尔卑斯巨螈
- 美洲大鲵
- 中国大鲵
- 日本大鲵
- 大鲵